# Chicago 13
Chicago 13 je enajsti studijski album chichaške rock zasedbe Chicago, ki je izšel leta 1979. Album kritikom ni bil po godu. To je zadnji album skupine, pri katerem je sodeloval kitarist Donnie Dacus, ki je nadomestil pokojnega originalnega kitarista in pevca skupine, Terryja Katha. Chicago 13 je poleg albuma Chicago VII edini album skupine, kjer je pri pisanju skladb sodeloval vsak član skupine.

## Ozadje
Po snemanju je album izšel avgusta, pred njim pa še singel »Must Have Been Crazy«, ki ga je prispeval Donnie Dacus. Skupina se je s tem albumom vrnila k staremu poimenovanju albumov s številkami. Chicago 13 je prvi album skupine, s katerega ni izšel noben opazen hit singel. Z negativnimi kritikami je album dosegel 21. mesto lestvice Billboard 200 in prejel zlati certifikat. Ne dolgo po izdaji in promocijski turneji je bil iz skupine brez obrazložitve odpuščen Dacus.
Leta 2003 je bila album remasteriziran in ponovno izdan pri založbi Rhino Records z B-stranjo »Closer to You« (izrezek iz snemanja albuma Hot Street), in 12-inčnim singlom »Street Player« kot dodatnima skladbama. Skladbi »Street Player« in »Closer to You« so predtem izdali še nekateri drugi izvajalci: »Street Player« je pred Chicagom izdala skupina Rufus, »Closer to You« pa je izdal Stephen Stills, z Donniejem Dacusom na glavnem vokalu. »Street Player« je dosegla status hit skladbe, vzorci iz skladbe pa so bili uporabljeni leta 1995 pri skladbi »The Bomb! (These Sounds Fall into My Mind)« (The Bucketheads), leta 2009 pri skladbi »I Know You Want Me (Calle Ocho)« (Pitbull) in leta 2013 pri remiksu »Tradelove«.

## Seznam skladb
| Stran 1 | Stran 1                | Stran 1                               | Stran 1      | Stran 1 |
| Št.     | Naslov                 | Pisec                                 | Vokal        | Dolžina |
| ------- | ---------------------- | ------------------------------------- | ------------ | ------- |
| 1.      | „Street Player‟        | Danny Seraphine/David "Hawk" Wolinski | Peter Cetera | 9:11    |
| 2.      | „Mama Take‟            | Cetera                                | Cetera       | 4:14    |
| 3.      | „Must Have Been Crazy‟ | Donnie Dacus                          | Dacus        | 3:26    |
| 4.      | „Window Dreamin'‟      | Walter Parazaider/Lee Loughnane       | P.C. Moblee  | 4:11    |
| 5.      | „Paradise Alley‟       | Robert Lamm                           | Dacus        | 3:39    |

| Stran 2 | Stran 2                     | Stran 2                         | Stran 2      | Stran 2 |
| Št.     | Naslov                      | Pisec                           | Vokal        | Dolžina |
| ------- | --------------------------- | ------------------------------- | ------------ | ------- |
| 6.      | „Aloha Mama‟                | Seraphine/Wolinski              | Moblee       | 4:11    |
| 7.      | „Reruns‟                    | Lamm                            | Lamm         | 4:29    |
| 8.      | „Loser with a Broken Heart‟ | Cetera                          | Cetera       | 4:43    |
| 9.      | „Life Is What It Is‟        | Laudir de Oliveira/Marcos Valle | Cetera       | 4:37    |
| 10.     | „Run Away‟                  | James Pankow                    | Cetera/Dacus | 4:18    |

| Dodatni skladbi na ponovni izdaji | Dodatni skladbi na ponovni izdaji | Dodatni skladbi na ponovni izdaji | Dodatni skladbi na ponovni izdaji | Dodatni skladbi na ponovni izdaji |
| Št.                               | Naslov                            | Pisec                             | Vokal                             | Dolžina                           |
| --------------------------------- | --------------------------------- | --------------------------------- | --------------------------------- | --------------------------------- |
| 11.                               | „Closer to You‟                   | Dacus/Stills/Warner Schwebke      | Dacus                             | 4:54                              |
| 12.                               | „Street Player‟ (Dance mix)       | Seraphine/Wolinski                | Cetera                            | 8:44                              |

## Osebje

### Chicago
- Peter Cetera – bas, glavni vokal, spremljevalni vokal
- Donnie Dacus – kitara, glavni vokal, spremljevalni vokal
- Laudir de Oliveira – tolkala
- Robert Lamm – klaviature, glavni vokal, spremljevalni vokal
- Lee Loughnane – trobenta, spremljevalni vokal
- James Pankow – trombon, trobilni aranžmaji
- Walter Parazaider – pihala
- Danny Seraphine – bobni

### Dodatni glasbeniki
- P.C. Moblee – glavni vokal pri »Window Dreamin'« and »Aloha Mama« (Moblee je bil v bistvu Cetera, ki je pel v nižjem registru. Njegova prisotnost na albumu je označena kot »z dovoljenjem Peter Cetera Vocal Company«).
- David "Hawk" Wolinski – sintetizator »Street Player«
- Airto Moreira – tolkala pri »Street Player«, »Paradise Alley«, »Life Is What It Is« in »Run Away«
- Maynard Ferguson – solo trobenta pri »Street Player«

### Produkcija
- Producenti: Phil Ramone, Chicago
- Asistent producentov: Michele Slagter
- Inženir in miks: Jim Boyer
- Asistenti inženirja: John Beverly Jones, Brad Leigh, Peter Lewis, Nick Blagona, Robbie Whelan, Roger Ginsley.
- Mastering: Ted Jensen
- Koncept oblikovanja naslovnice: Tony Lane
- Oblikovanje logotipa: Nick Fasciano
- Fotografije: Gary Heery

## Lestvice
Album
| Leto | Lestvica      | Mesto |
| ---- | ------------- | ----- |
| 1979 | Billboard 200 | 21    |

Singli
| Leto | Singel                 | Lestvica          | Mesto |
| ---- | ---------------------- | ----------------- | ----- |
| 1979 | »Must Have Been Crazy« | Billboard Hot 100 | 83    |
| 1979 | »Street Player«        | Black Singles     | 91    |